# في ضباب نهاية الفصول
في ضباب نهاية الفصول، هي رواية صدرت عام 1972 للراوي جنوب الإفريقي أليكس لاغوما.وعلى العديد من روايات لا غوما الأخرى فإنها تركز على تحدي النظم الاجتماعية للتميز العنصري في جنوب افريقيا. تعد الشخصية الرئيسية في الرواية، بيوكس، منظماً رئيسياً لمنظمة سرية مناهضة للعنصرية.وقد خصصت الرواية لباسل فبراير ورجال المقاومة الذين ماتوا في زيمبابوي عام 1967.  تم استكشاف الرواية بشكل واسع من النقد الأدبي الماركسي، من خلال انعكاسه على الفلسفة السياسية الماركسية للاغوما.
اتى عنوان الرواية من آخر سطر من قصيدة كونتي سايدون تيدياني، والتي احتوت على 181 صفحة، عدا عن أن النقاد اعتبروها رواية قصيرة.